# Maurice Halna du Fretay (archéologue)
Pour les articles homonymes, voir Maurice Halna du Fretay et Halna du Fretay.
Le baron Maurice-Clément-Marie Halna du Fretay, né le 27 mai 1835 à Rennes et décédé le 17 février 1901 à Kerlaz, alors dans la commune de Plonévez-Porzay, est un archéologue préhistorien français.

## Biographie
Il est le fils d'Alexandre Halna du Fretay (1811-1856) et de Rosalie Bazin (1812-1838) et était propriétaire du Vieux Chatel en Kerlaz. Il s'est marié avec Marie Poirier de Nasseville. Il est l'arrière grand-père du résistant Maurice Halna du Fretay (1920-1942). Son frère Fortuné Halna du Fretay (1832-1908) construisit et exploita à partir de 1870 un grand vivier de crustacé dans l'Île Saint-Nicolas dans l'archipel des Glénan.
Il fut louvetier à la suite de son père de 1857 à 1867. Ses chasses sont relatées dans un ouvrage Mes chasses de loup.

## Archéologie
Afin de se constituer une collection d'objets archéologiques, du Fretay fouilla beaucoup de sites archéologiques du Finistère, mais sans aucune méthode. Ses comptes rendus de fouille sont tellement imprécis que la localisation même des sites se révèle très difficile. Il a notamment découvert, vers 1860, la dalle gravée de Saint-Bélec à Leuhan, qui constitue la paroi ouest d'une sépulture située sous un tumulus de l'âge du bronze.
En 1896, Halna du Fretay est élu président de la Société archéologique du Finistère, à la suite de Théodore Hersart de La Villemarqué.
Après sa mort, ses archives personnelles ont été perdues et ses collections, jusqu'alors conservées dans son musée personnel du Vieux Châtel, ont été vendues aux enchères publiques à l'Hôtel Drouot les 28 et 29 juin 1920.